# Atacurile teroriste din Christchurch din 2019
Atacurile teroriste din Christchurch din 2019 au fost niște atacuri armate au avut loc consecutiv pe data de 15 martie 2019 asupra a două moschei din Christchurch, Noua Zeelandă. Au fost comise de un singur bărbat înarmat care a intrat în ambele moschei în timpul rugăciunii de vineri, mai întâi la Moscheea Al Noor din suburbia Riccarton la 13:40 și mai târziu la Centrul Islamic Linwood la 13:52. Cincizeci și unu de persoane au fost ucise și alte patruzeci au fost rănite.
Autorul, Brenton Harrison Tarrant, în vârstă de 28 de ani, din Grafton, Noul Wales de Sud, Australia, a fost arestat după ce vehiculul său a fost izbit de o unitate de poliție în timp ce conducea către o a treia moschee din Ashburton. El a fost descris în rapoartele din presă ca fiind un supremațist alb. El a transmis în direct primul atac armat pe Facebook și a publicat un manifest online înainte de atac. Videoclipul și manifestul au fost ulterior interzise în Noua Zeelandă și Australia. Pe data de 26 martie 2020, el a pledat vinovat pentru 51 de ucideri, 40 de tentative de omor și implicarea într-un act terorist, iar în august a fost condamnat la închisoare pe viață fără posibilitatea de eliberare condiționată – prima astfel de propoziție în Noua Zeelandă.
Atacul a fost legat de o creștere a supremației albe și a extremismului alt-dreaptă la nivel global observată începând cu aproximativ 2015. Politicienii și liderii mondiali au condamnat acțiunea, iar prim-ministrul Jacinda Ardern a descris atacul ca „una dintre cele mai întunecate zile ale Noii Zeelande”. Guvernul a stabilit o comisie regală în agențiile sale de securitate în urma atacului armat, care au fost cel mai mortal din istoria modernă a Noii Zeelande și cele mai grave comise vreodată de un cetățean australian. Comisia și-a prezentat raportul guvernului la 26 noiembrie 2020, ale cărui detalii au fost făcute publice la 7 decembrie.

## Atacuri

### Moscheea "Al Noor"
Un bărbat înarmat a atacat Moscheea "Al Noor" din cartierul Riccarton în jurul orei locale 13:40. Bărbatul, care s-a identificat ca fiind Brenton Tarrant, un extremist de cetățenie australiană, în vârstă de 28 de ani, a transmis în direct pe Facebook atacul cu ajutorul unei camere video montate pe casca lui. În primele minute de filmare se poate observa cum atacatorul conduce spre moschee ascultând un cântec în limba sârbă care îl laudă pe Radovan Karadžić, fostul președinte al Republicii Sîrpska (care e, azi, parte a Bosnia-Herțegovinei) găsit vinovat de genocid împotriva musulmanilor bosniaci în timpul războiului din Bosnia. Poliția a cerut populației să nu distribuie filmarea „extrem de dureroasă” pe rețelele de socializare. De asemenea, Facebook, YouTube și Twitter au anunțat că lucrează la ștergerea tuturor copiilor filmării.
Potrivit martorilor, atacul a durat 10–15 minute, timp în care au fost trase aproximativ 100 de gloanțe. La intrarea în moschee, atacatorul a fost întâmpinat de unul dintre credincioși, care pe filmare poate fi auzit spunând: „Bună, frate”. Acesta a fost împușcat mortal, fiind una din primele victime ale atacatorului. Bărbatul a intrat ulterior în moschee, unde a petrecut câteva minute, trăgând la întâmplare în credincioși. La un moment dat părăsește moscheea pentru a scoate o altă armă din mașină și trage în oamenii aflați pe stradă. La momentul atacului, între 300 și 500 de persoane se aflau în interiorul moscheii, luând parte la rugăciunea de vineri. 41 de oameni au fost uciși în atacul de la Moscheea "Al Noor".
Pe armele și încărcătoarele folosite de atacator au fost însemnate cu alb evenimente istorice, personalități și motive legate de conflictele dintre musulmani și nemusulmani. Însemnele au inclus referiri la: Pactul global pentru migrație din 2018 (Maroc), bătălia de la Tours din 732, bătălia de la Lepanto din 1571, bătălia din Pasul Șipka din 1877, Iancu de Hunedoara, Șerban Cantacuzino, Ștefan Lazăr, cele 14 cuvinte și „Turkofagos” (termen folosit de greci în timpul războiului de independență al Greciei).

### Centrul Islamic "Linwood"
Un al doilea atac a avut loc la Centrul Islamic "Linwood". Martorii au declarat că au auzit împușcături în jurul orei locale 13:45. Șapte oameni au fost uciși. Un localnic musulman a încercat să oprească atacatorii și a tras două focuri de armă în direcția lor, dar aceștia au accelerat și au fugit de la locul atacului.

### Arestare și condamnare
Individul a fost arestat de polițiști la ora 13:59, la 18 minute după primul apel la numărul de urgență. Mai târziu, acesta a recunoscut în fața instanței că plănuia să se îndrepte spre o moschee din Ashburton, pentru a comite un nou masacru. În data de 24 august 2020, Tarrant a fost condamnat la închisoare pe viață.